# 小行星21497
小行星21497（21497 Alicehine）是一颗绕太阳运转的小行星，为主小行星带小行星。该小行星于1998年5月19日发现。

## 轨道参数
小行星21497的轨道半长轴为334 922 775 km，2.2387886 UA，离心率为0.069。